# Auguste Blanqui
Pour les articles homonymes, voir Blanqui.
Louis Auguste Blanqui, surnommé « l’Enfermé », né le 19 mai de l'an 13 de la République (8 février 1805) à Puget-Théniers (Alpes-Maritimes) et mort le 1er janvier 1881 à Paris, est un révolutionnaire socialiste français, souvent associé aux socialistes utopiques. Il défend pour l'essentiel les mêmes idées que le mouvement socialiste du XIXe siècle et fait partie des socialistes non-marxistes.
Après 1830, encore étudiant, Blanqui estime que la révolution ne pourra traduire la volonté du peuple que par la violence, : « l'interdiction politique » qui place le peuple sans garantie, sans défense, devant l'« odieuse domination des privilégiés »[source insuffisante], conduit d'après lui fatalement à la lutte. Il fut, en conséquence de ses tentatives insurrectionnelles, emprisonné une grande partie de son existence, ce qui lui a donné le surnom de « l’Enfermé ». Il est à l'origine du blanquisme.
En 1880, il publie le journal Ni Dieu ni Maître dont le titre est devenu une référence pour le mouvement anarchiste,. Karl Marx considère quant à lui Blanqui comme « la tête et le cœur du parti prolétaire en France ».

## Biographie

### L’insurgé permanent
« Oui, Messieurs, c’est la guerre entre les riches et les pauvres : les riches l’ont voulu ainsi ; ils sont en effet les agresseurs. Seulement ils considèrent comme une action néfaste le fait que les pauvres opposent une résistance. Ils diraient volontiers, en parlant du peuple : cet animal est si féroce qu’il se défend quand il est attaqué. »

— Extrait de la défense d’Auguste Blanqui en Cour d’Assises, 1832
Son père, Jean Dominique Blanqui, est député des Alpes-Maritimes à la Convention nationale. Incarcéré comme girondin entre octobre 1793 et frimaire an III (décembre 1795), il rend compte des conditions de sa détention dans L'Agonie de dix mois. Il est réélu député au Conseil des Cinq-Cents, nommé sous-préfet de Puget-Théniers sous le Premier Empire puis sous-préfet de Marmande durant les Cent-Jours.
Son frère aîné, Adolphe Blanqui, théoricien et économiste libéral, favorable au libre-échange et au désengagement de l'État de l'économie. Les relations familiales sont très conflictuelles. Son père, Jean-Dominique, a épousé sa mère, Sophie, alors que celle-ci était très jeune : elle avait seize ans, lui trente-huit. Il est marqué par une grande jalousie et les relations conjugales se détériorent. De plus, les ressources financières sont très faibles. La chute de Napoléon et la Restauration engendrent des difficultés supplémentaires. Jean-Dominique réussit à obtenir le soutien de son fils aîné, Adolphe, qui hait alors sa mère, disant dans ses souvenirs qu'elle était dépensière et violente, tandis que celle-ci et Auguste conservent une affection mutuelle. Adolphe prétend alors que Sophie instille de la discorde entre ses enfants. Un rude conflit éclate entre Sophie d'un côté et Jean-Dominique et Adolphe : comme Sophie a hérité du domaine d'une tante, du château de Grandmont, elle se considère seule gestionnaire de son bien. Son mari et son fils aîné lui reprochent de mal gérer son argent ; son mari la pense désormais « méprisable ».
Si Auguste se montre parfois réticent à accepter l'autorité que son frère prétend avoir sur lui et s'il n'a pas la même relation avec ses parents, il faut reconnaître que leurs relations n'étaient pas fondamentalement mauvaises dans leur jeunesse. Adolphe voulait qu'Auguste, ainsi que le reste de sa fratrie, puisse disposer d'une éducation suffisante. Devenant enseignant et commençant alors à subvenir à ses besoins, il réclame de payer la moitié des frais d'éducation d'Auguste. Il est même contraint de payer tout de sa poche, sa tante et son père ne voulant pas contribuer aux frais. Il dit même qu'il considérait Auguste comme son enfant, qu'il lui a même « prodigué plus de soins [qu'il n'en a] donné à tous [ses] enfants ensemble ».
À l’âge de treize ans, Auguste monte à Paris. Pensionnaire à l'institution Massin où enseignait son frère Adolphe (futur économiste libéral), de sept ans son aîné, il suit les cours du lycée Charlemagne. Il étudie ensuite le droit et la médecine. Mais il se lance très tôt dans la politique, se faisant le champion du républicanisme révolutionnaire sous le règne de Charles X, de Louis-Philippe Ier puis de Napoléon III. Ses opinions de jeunesse sont marquées par l'hostilité à la Restauration, et par conséquent par le bonapartisme, le courant républicain étant alors vraiment minoritaire. Il devient athée. Il fréquente Jean-Baptiste Say, dont il connaît le fils par le lycée et dont Adolphe deviendra le disciple. Tout juste âgé de dix-sept ans, il milite activement contre le procès des quatre sergents de la Rochelle, condamnés à mort pour avoir adhéré à la société secrète de la Charbonnerie et fomenté des troubles dans leur régiment. Decaux explique que « sa doctrine politique, selon laquelle un groupe restreint, mais résolu, de révolutionnaires, peut s'emparer du pouvoir, est assurément née de là [de son engagement dans le carbonarisme] ».

### Contre Charles X et Louis-Philippe

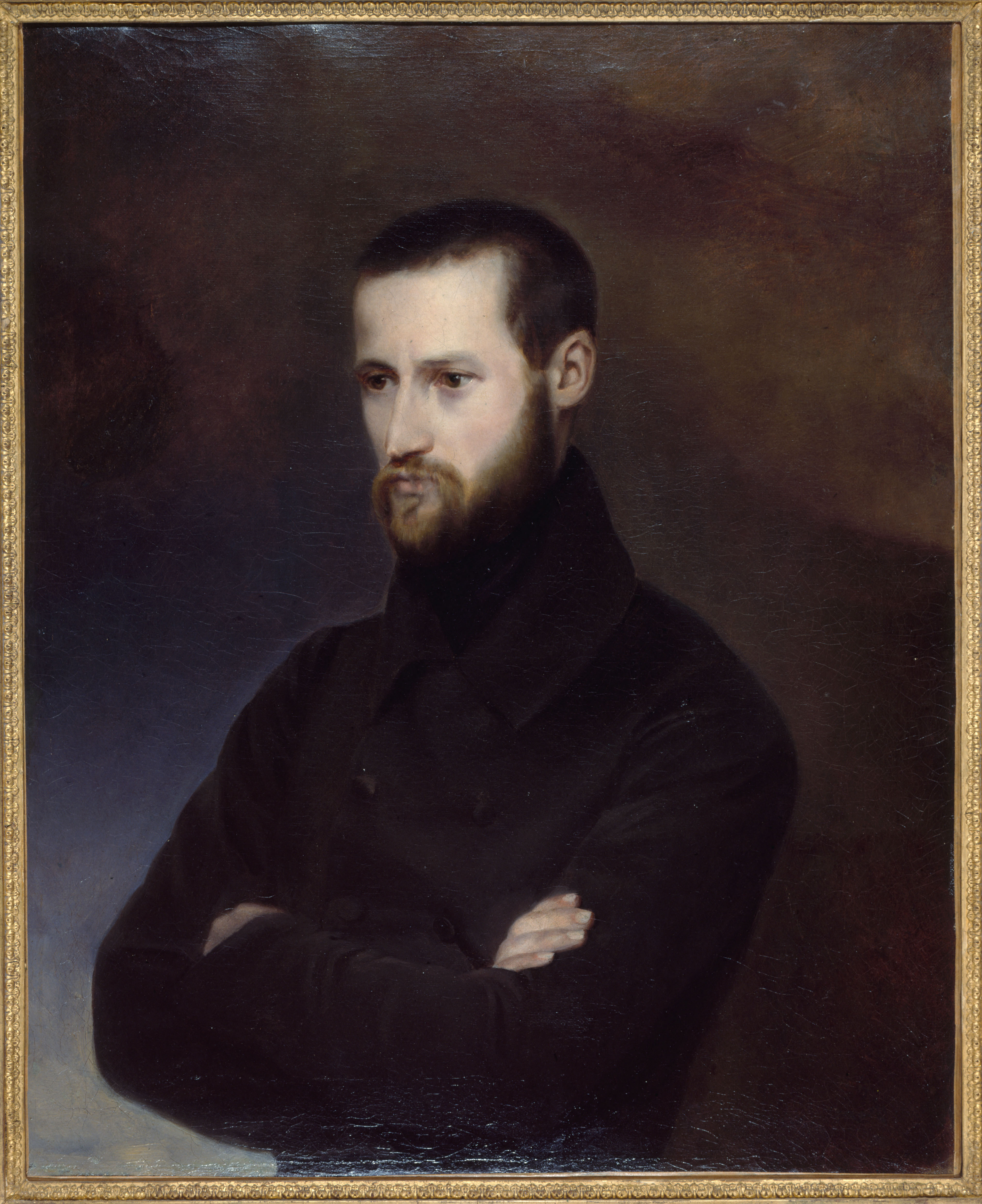
Portrait d'Auguste Blanqui peint par son épouse Amélie-Suzanne Serre, vers 1835. Paris, musée Carnavalet.

Carbonaro depuis 1824, au sein de cette organisation secrète en lutte contre la restauration monarchique, Auguste Blanqui est mêlé à toutes les conspirations républicaines de son époque. Dès lors, se succèdent pour lui complots, coups de force manqués et emprisonnements.
En 1825-1826, il participe au journal saint-simonien Le Producteur fondé par Olinde Rodrigues et Prosper Enfantin.
En 1827, il est blessé par trois fois lors des manifestations d'étudiants au Quartier latin dont une blessure au cou.
En 1828, il projette une expédition en Morée pour aller aider la Grèce insurgée. Il part avec son ami et camarade d'études Alexandre Plocque. Le voyage s'achève à Puget-Théniers, faute de passeport.
Il entre au journal d’opposition libérale de Pierre Leroux Le Globe fin 1829. En 1830, on le compte dans les rangs de l'association républicaine la plus séditieuse, connue sous le nom de Conspiration La Fayette, qui joue un grand rôle dans la préparation de la Révolution de 1830, à laquelle il participe activement. Après la révolution, il adhère à la Société des amis du peuple ; il se lie avec d’autres opposants au régime orléaniste : Buonarrotti (1761-1837), Raspail (1794-1878) et Barbès (1809-1870), entre autres.

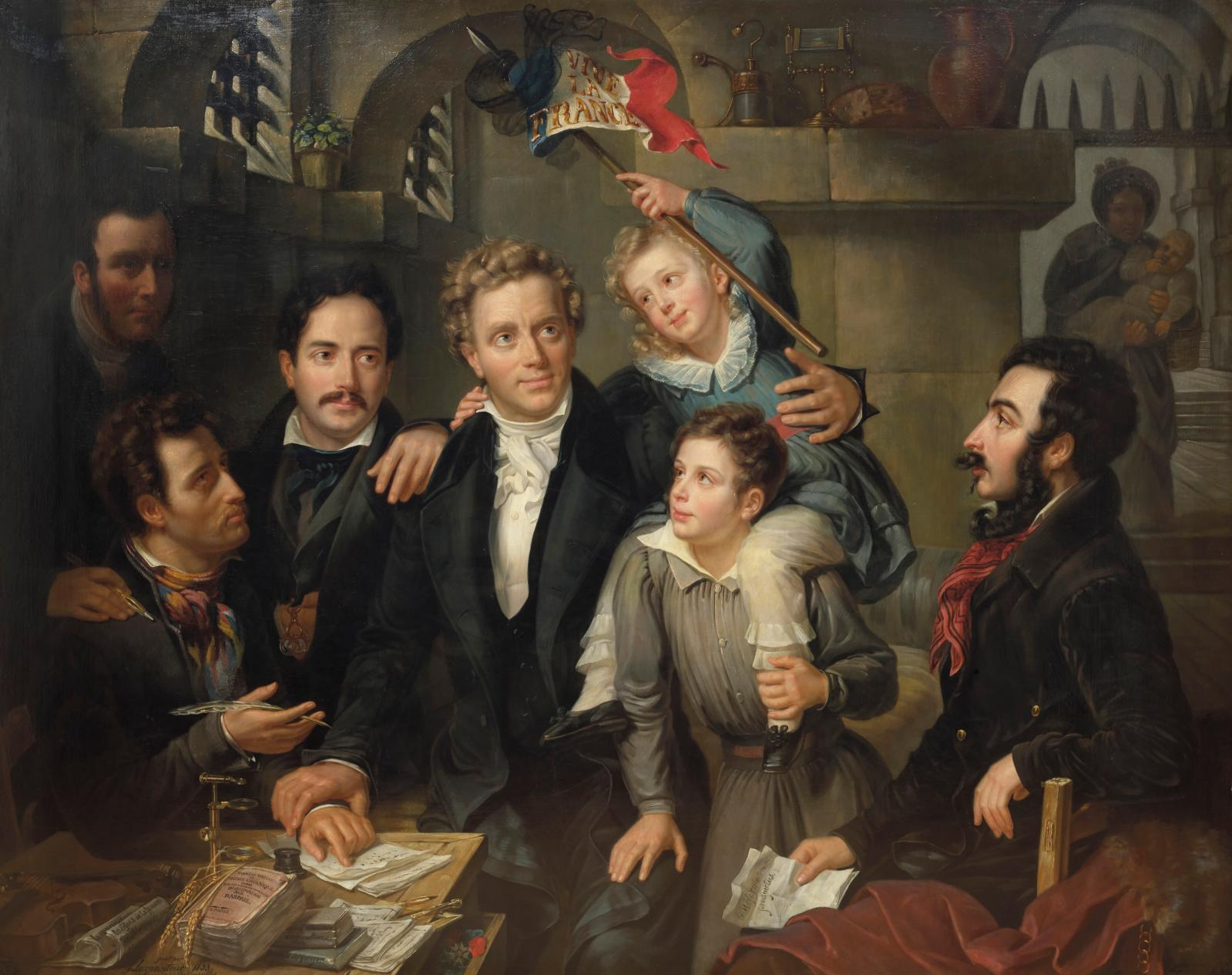
Blanqui (2e à partir de la gauche) représenté à la maison d'arrêt de Versailles avec ses compagnons de cellule, dont Raspail entouré de ses enfants. Toile de Balthasar Charles Larpenteur, 1833.

En janvier 1831, au nom du « Comité des Écoles », il rédige une proclamation menaçante. À la suite de manifestations, il est emprisonné à la Grande Force pendant trois semaines. Mais, récidiviste et prêchant toujours la violence, il est de nouveau arrêté et inculpé de complot contre la sûreté de l'État. Fin 1831, a lieu un procès durant lequel lui et quatorze camarades sont accusés de délits de presse. Blanqui témoigne alors de son caractère révolutionnaire, réclamant le suffrage universel, accusant des bourgeois d'être des « privilégiés », se déclarant, lui, prolétaire. Il utilise une formule qui témoigne de son idéal socialiste : « Frapper d'impôts le nécessaire, c'est voler ; frapper d'impôts le superflu, c'est restituer ». Et il dit alors : « Toute révolution est un progrès ». Aggravant alors son cas devant les juges, il est alors condamné à un an de prison.
Après un nouveau séjour en prison, il reprend ses activités révolutionnaires à la « Société des familles », que continue en 1837 la « Société des saisons ».
Le 6 mars 1836, il est arrêté, fait huit mois de prison, puis est placé en liberté surveillée à Pontoise.
Le 12 mai 1839, de retour à Paris, avec Armand Barbès et Martin Bernard, il participe à l'insurrection qui s’empare du Palais de justice, échoue à prendre la Préfecture de police, et occupe un instant l'Hôtel de ville. On compte 77 tués et au moins 51 blessés du côté des insurgés, 28 morts et 62 blessés chez les militaires. Après l’échec de l'émeute, il reste caché cinq mois, mais il est arrêté le 14 octobre.
Le 14 janvier 1840, il est condamné à mort. Sa peine étant commuée en prison perpétuelle, il est enfermé au Mont-Saint-Michel. Sa femme, Amélie-Suzanne Serre, meurt alors qu'il est emprisonné en 1841 ; ils s'étaient mariés en 1833. Il avait été le professeur d'Amélie, alors qu'elle avait onze ans. Les parents d'Amélie, M. et Mme Serre, avaient au départ eu beaucoup de sympathie pour Blanqui qui se montrait hostile au légitimisme. Mais ils ont ensuite été fort réticents à accepter le mariage de leur fille avec Auguste. Ce dernier leur paraissait miséreux. De plus, il était emprisonné, s'étant montré à maintes reprises complètement défavorable au régime de Louis-Philippe. Eux avaient plutôt une bonne opinion de la monarchie de Juillet. Pour ces raisons, le mariage d'Amélie avec Auguste leur déplaisait, et ils ne l'acceptèrent que de mauvaise grâce, du fait de l'insistance d'Amélie.
En 1844, son état de santé lui vaut d’être transféré à la prison-hôpital de Tours, où il reste jusqu’en avril 1847. À la suite d'un appel à la libération de Blanqui par le journal La Réforme (auxquels participaient des républicains et des socialistes tels Louis Blanc, Arago, Cavaignac, Pierre Leroux, etc.), Louis-Philippe gracie Blanqui. Blanqui refuse sa libération : il demande qu'on dise qu'il « revendique toute solidarité avec [ses] complices » ; la lettre de son refus est publiée dans La Réforme. Le garçon né de son union avec Amélie, Estève (né en 1834), est éduqué par les parents Serre (les parents d'Amélie) et d'Auguste Jacquemart, le tuteur. Il pressent alors que son fils va être éduqué de façon non conforme à ce qu'il souhaiterait (Blanqui réprouve le fait que son fils soit baptisé par exemple), sans doute même "contre [lui]". Amélie craignait que ses parents fassent qu'Estève honnisse son père.

### Deuxième République

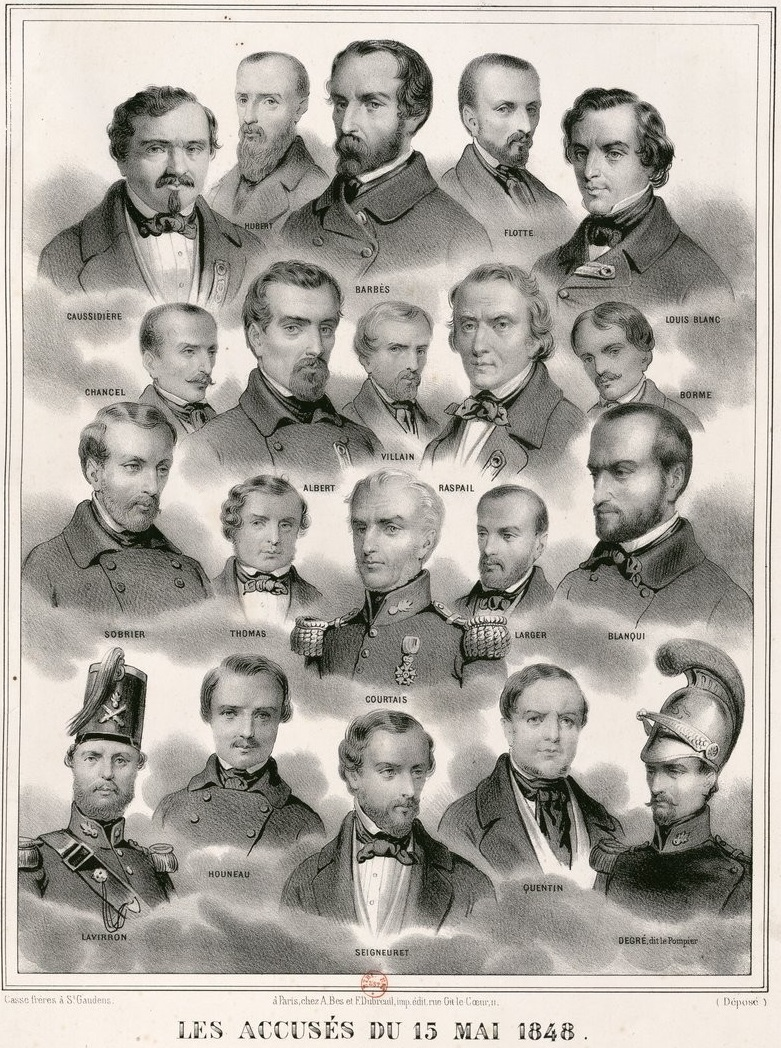
Lithographie représentant les accusés du 15 mai 1848, dont Auguste Blanqui (1er en partant de la droite, deuxième rangée en partant du bas).

Une fois libéré, il s'associe à toutes les manifestations parisiennes de mars à mai pendant la Révolution de 1848, qui donne naissance à la Deuxième République. Il a vite une désillusion quant au régime mis en place. Il souhaitait un gouvernement révolutionnaire et, même si certaines mesures telles la reconnaissance du droit au travail lui plaisent, il se rend compte du caractère conservateur des gouvernants. Il réprouve les idées de Lamartine, trouvant absurde de conserver le drapeau tricolore qui représente la République et l'Empire, mais a été discrédité par son utilisation comme symbole de la monarchie de Juillet. Lui plaide pour l'adoption du drapeau rouge, symbole du « sang généreux versé par le peuple et la garde nationale ». Il demande à Raspail et à Caussidière notamment de tout mettre en œuvre pour empêcher que soit conduite une politique réactionnaire. Il demande aussi que la date des élections prévues soit décalée vers plus tard – il interpelle pour cela le gouvernement de Lamartine le 7 mars 1848. Il veut qu'il y ait une campagne de persuasion du peuple pendant quelques mois, avant les élections, pour que le peuple français soit acquis aux idées révolutionnaires. Mais Lamartine ne veut pas prolonger longtemps l'exercice de son pouvoir détenu sans suffrage populaire, et laisse la date telle quelle. Blanqui cherche à former un groupe de pression avec Louis Blanc et Cabet. Mais ceux-ci, avec les manifestants du 17 mars, sont trop timorés au goût de Blanqui : les élections prévues au départ le 9 avril ne sont décalées qu'au 23 avril. Le recours à la violence de la Société républicaine centrale, qu'il a fondée pour exiger une modification du gouvernement, le met en conflit avec les républicains modérés. Arrêté après le 26 mai, à la suite de son intervention au Corps législatif avec des manifestants envahissant la salle pour défendre la cause polonaise, il est enfermé à Vincennes. Le procès s'ouvre devant la Haute Cour de justice de Bourges le 7 mars 1849. Le procureur est Baroche, futur ministre du Second Empire. Il est jugé avec ses congénères socialistes et révolutionnaires, notamment Raspail, Barbès, Louis Blanc, … Il dit avoir tenté de pacifier le mouvement populaire, d'éviter la violence. Un incident conduit à une dispute devant les juges entre Barbès et Blanqui sur la véracité du document Tascherau. Les accusations portées par Barbès contre Blanqui indignent ce dernier ainsi que Benjamin Flotte, un de ses amis. Blanqui est condamné à dix ans de prison, et envoyé à Doullens. La mère de Blanqui est très dévouée à son fils durant sa détention, de même que durant ses incarcérations précédentes. Elle se soucie de sa santé et elle intervient avec succès auprès de l'administration pour que son transfert à Belle-Île soit rapide, sa détention provisoire à la prison Mazas impactant négativement la santé d'Auguste Blanqui. En octobre 1850, il est incarcéré à Belle-Île-en-Mer ; en décembre 1857, à Corte ; puis, en 1859, « transporté » à Mascara, en Algérie, jusqu’au 16 août 1859, date de sa libération.

### Le document Taschereau

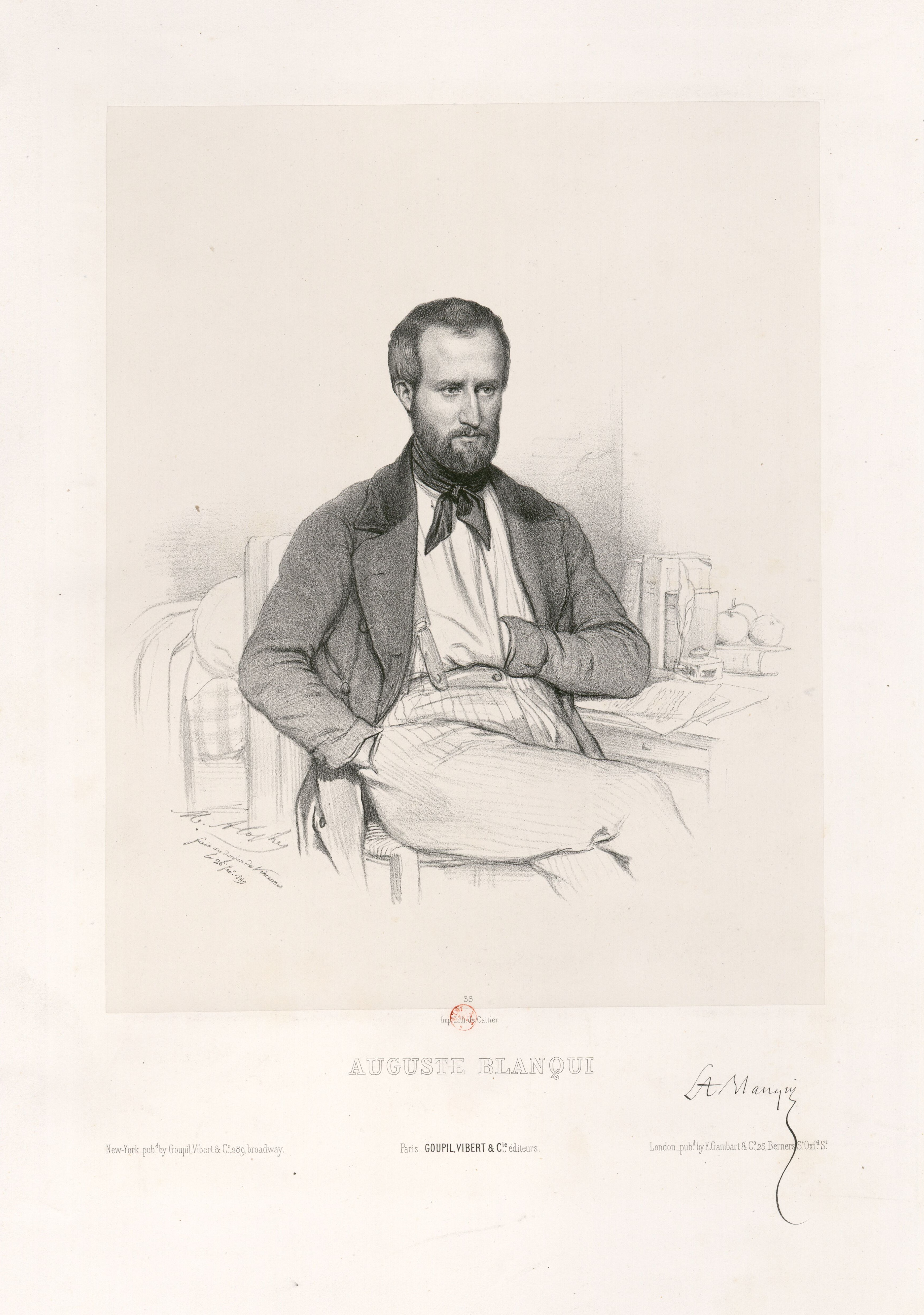
Auguste Blanqui, assis dans sa cellule au château de Vincennes. Estampe de Marie-Alexandre Alophe, 1849.

Le 31 mars 1848 paraît une publication nommée Revue Rétrospective (Archives secrètes du dernier gouvernement). Ledru-Rollin aurait joué un rôle dans la production de ce document. Y figure une « Déclaration faite par [un(e) anonyme] devant le ministre de l’intérieur » dans laquelle un dénonciateur donne à la police les noms des meneurs des sociétés secrètes complotant contre le Gouvernement en 1839. L'indicateur, qui n'est pas nommé, mais qui a reçu le ministre de l'intérieur Duchâtel dans sa cellule de prison ne peut être que Blanqui, qui dément ces accusations dès le 1er avril 1848, et riposte plus longuement le 14 avril 1848 dans un tract intitulé Réponse du citoyen Auguste Blanqui. Le document Taschereau, du nom de son rédacteur, Jules Taschereau, ancien avocat devenu secrétaire général de la Préfecture de la Seine sous Louis Philippe, puis député à l'Assemblée constituante, est repris tout au long de la vie de Blanqui par ses adversaires, et notamment le plus virulent d'entre eux, Armand Barbès. Barbès dit que seuls lui, Blanqui et Lamieussens avaient connaissance de telles données sur la société des saisons. Blanqui, lui, affirme qu'il y a calomnie et qu'il dénichera les concepteurs d'un tel mensonge. Il écrit qu'il n'y a aucune preuve de l'authenticité du document (pas de signature) et que Taschereau est un "dynastique", que cette invention, cette "pièce" provient du "cabinet de Guizot". C'est donc, selon lui, une façon d'instiller le soupçon contre lui de la part de ses ennemis conservateurs. Blanqui souligne aussi l'incohérence qu'il y aurait eu à dénoncer ses camarades et à faire preuve de panache devant les juges et remarque qu'il n'a pas eu droit à un traitement de faveur durant sa détention.

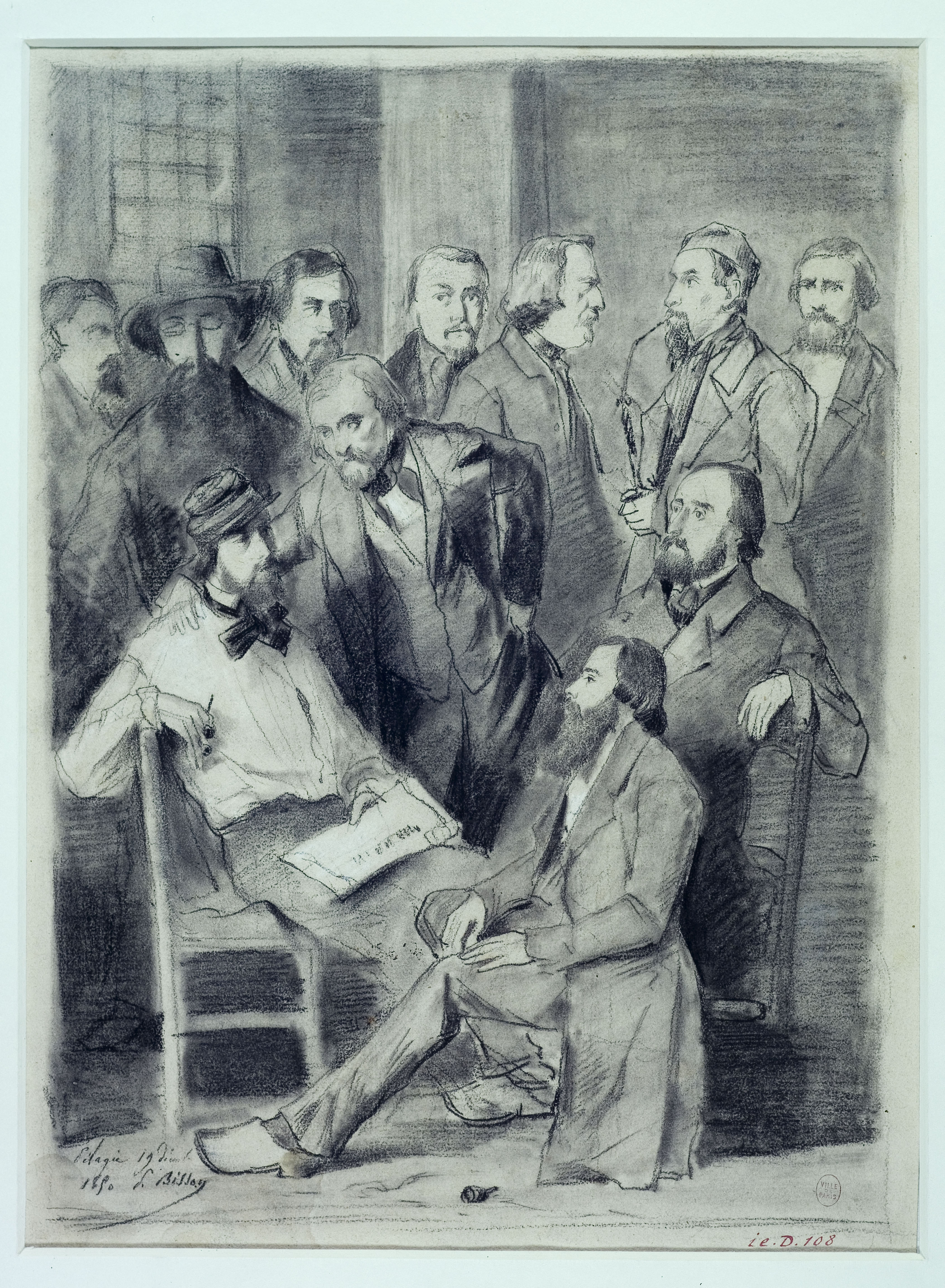
Prisonniers politiques à Sainte Pélagie en 1850. Blanqui est assis à l'extrême droite.

Cette affaire a un fort impact sur la perception qu'ont de lui à l'avenir ses anciens proches et partisans, même si certains lui demeurent fidèles. Barbès et Lamieussens sont de constants détracteurs, disant croire à sa culpabilité. Raspail, lui, se montre convaincu par la défense de Blanqui. Alain Decaux soulève l'hypothèse du faux conçu en préfecture de police, trouvant des incohérences dans le texte et dans le fait qu'il y ait dénonciation des membres de la société secrète dont tous les chefs avaient été arrêtés. Un témoignage dénonce plutôt Lamieussens comme étant le mouchard Geffroy, cherchant à enquêter sur l'affaire trouve un témoignage, par une lettre de Victor Bouton, allant dans ce sens. Ce document, qui aurait eu pour but de lui nuire, est jugé peu crédible par une bonne partie des anciens membres de la Société des saisons, même si quelques membres se montrent âprement convaincus de sa vérité, notamment Barbès. Alain Decaux évoque l'hypothèse émise par Maurice Dommanget ; ce dernier, admirateur de Blanqui, pense en 1924 que celui-ci a pu avoir un moment de faiblesse du fait de "son état maladif", mais ne remet pas en cause le caractère de "grand révolutionnaire" de Blanqui, disant que Bakounine aussi a pu connaître une telle faiblesse. Mais Dommanget se rétracte bien plus tard, et écrit dans Un drame politique en 1848 qu'il croit à l'innocence de Blanqui, disant que le style du document n'est pas conforme au style littéraire de Blanqui. Il pense que les républicains n'auraient pas cru à sa culpabilité sans l'insistance haineuse de Barbès et que tous les membres de la société secrète connaissaient les données transmises dans le document. Il est convaincu de la présence de faux témoignages. La réalité de la « trahison » ou de la « défaillance » de Blanqui continue à être discutée par les historiens.
Cette affaire causant un grand mal à sa popularité encore quelques mois plus tard, Blanqui demande, alors que lui et Barbès sont emprisonnés à Belle-Île, un jury d'honneur afin que leurs congénères prisonniers les départagent, en décembre 1850. Il soupçonne Barbès de corruption. Et Barbès est réticent à l'idée que le débat se déroule seulement entre lui et Blanqui. Sans doute est-ce parce qu'il a de plus nombreux partisans que Blanqui qu'il souhaite que les spectateurs puissent participer, ce qui nuirait probablement à Blanqui. Barbès refusant le débat avec les modalités que voudrait Blanqui, il n'a finalement pas lieu.

### Second Empire
Blanqui est libéré à la suite de l'amnistie de 1859. Il est tout de même surveillé. Sa mère et son frère Adolphe sont décédés durant sa détention. Il peut tout de même compter sur son fils Estève. Mais Estève, ayant été marqué par l'influence de ses grands-parents maternels plus que par celle de ses parents, veut qu'Auguste abandonne tout engagement politique. Estève souhaite accueillir Auguste dans sa propriété à la campagne, sous la condition qu'Auguste abandonne le combat politique. Auguste ne souhaite pas se résoudre à cela, et perd donc contact avec Estève. Révolutionnaire toujours, dès sa libération il reprend sa lutte contre l'Empire. Le 14 juin 1861, il est arrêté, condamné à quatre ans de prison, et enfermé à Sainte-Pélagie. Il s'évade en août 1865 pour la Belgique, et continue sa campagne de propagande contre le gouvernement depuis son exil, jusqu'à ce que l'amnistie générale de 1869 lui permette de revenir en France. C'est au cours de ces années qu'un parti blanquiste naît et s'organise en sections. Blanqui acquiert quelques disciples ; il a notamment une forte influence dans la jeunesse étudiante. On peut citer parmi les blanquistes Paul Lafargue et Charles Longuet (tous deux socialistes français, futurs gendres de Marx) ou encore Georges Clemenceau (il y a une brouille tôt dans leurs relations du fait que Clemenceau se rapproche de Delescluze, socialiste révolutionnaire détesté par Blanqui. Mais l'admiration que chacun a pour l'autre demeure).

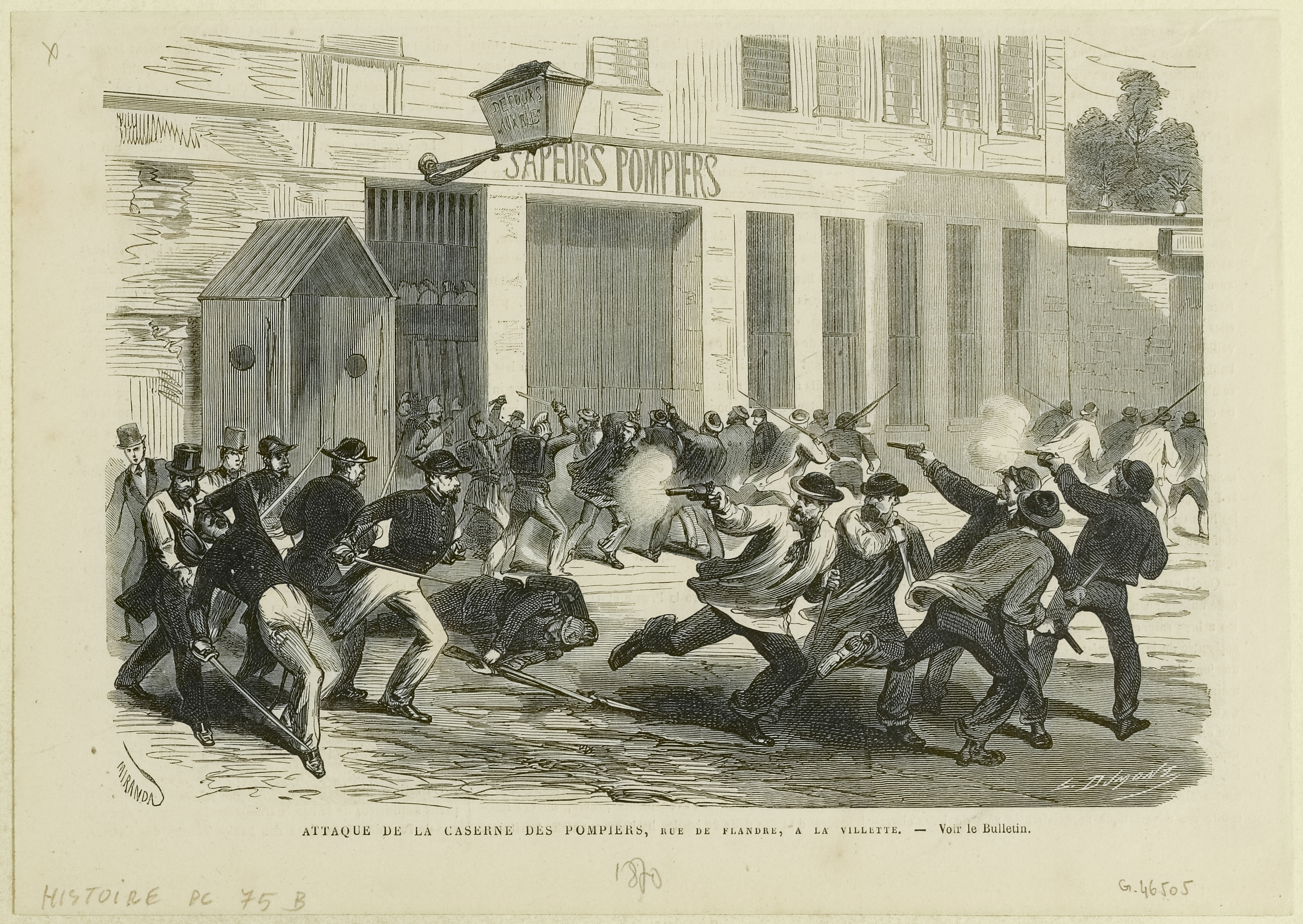
Attaque du 14 août 1870 de la caserne des pompiers de la Villette par les Blanquistes.

Le penchant de Blanqui pour l'action violente s'illustre en 1870 avec deux tentatives d'insurrection avortées : la première le 12 janvier lors des funérailles de Victor Noir (journaliste tué par le prince Pierre Bonaparte, celui-ci n'est rien de moins que le fils de Lucien Bonaparte, donc neveu de Napoléon Ier et cousin de Napoléon III). La seconde a lieu le 14 août, lorsque, avec ses lieutenants Ernest Granger, Gustave Tridon et quelques autres, il tente un coup de force en attaquant la caserne des pompiers de la Villette pour dérober des armes à feu et ainsi déclencher une insurrection dans la capitale. Il ne dirige qu'une centaine d'hommes parmi lesquels il y a Vallès ; c'est lui qui a décidé du plan d'actions, il est le véritable meneur et refuse le plan qui lui est soumis, celui d'aller prendre le château de Vincennes. Il compte sur le ralliement du peuple, la caserne étant située dans le quartier ouvrier de La Villette. Cela se passe après la démission d'Ollivier à la suite des défaites militaires de la France face à la Prusse en 1870 ; Blanqui est déçu de ce que la République ne soit pas instaurée et veut destituer l'impératrice régente. Il échoue à rallier les Parisiens à sa cause. Il sait qu'il ne peut alors espérer avec si peu d'hommes faire face aux forces de l'ordre. Désappointé, résigné, il fait disperser le petit groupe d'insurgés. Certains d'entre eux sont arrêtés, mais pas Blanqui. Les républicains modérés, notamment Gambetta et Favre, condamnent cette tentative d'insurrection. Aidé par George Sand, par Michelet, par Ranc et par Gambetta, Blanqui arrive à obtenir que les condamnés obtiennent un sursis. Ceux-ci sont délivrés avec la proclamation de la République.

### Les débuts désastreux de la IIIe République dans la guerre contre la Prusse
Les blanquistes ont contribué à fonder la République le 4 septembre 1870 ; ils tiennent à ce que la France, grâce à la République, puisse remporter la guerre. Blanqui n'est pas en accord avec les dirigeants républicains comme Ferry, Favre, Gambetta, Arago, Garnier-Pagès. Mais il les soutient, veut l'unité nationale des républicains contre la Prusse. Blanqui crée alors le 7 septembre un club et un journal, La patrie en danger, qui soutient la résistance de Gambetta mais cesse de paraître le 8 décembre faute de crédits. Jules Vallès participe à ce club. Mais Blanqui s'aperçoit que le président du gouvernement de la Défense nationale, le général Trochu, ancien orléaniste, n'est pas si confiant en la victoire française. Trochu ne veut pas armer le peuple, préfère laisser les armes à l'armée de métier. Il veut se résoudre à la capitulation, tandis que Blanqui ne veut pas que « la comédie de la guerre » aboutisse à « une paix ignominieuse ». La méfiance de Blanqui s'avère lucide. Il se fait élire chef du 169e bataillon de la garde nationale de Paris avec l'appui de Clemenceau. Les chefs de bataillons envoient une délégation avec notamment Blanqui à l'Hôtel de ville. Vallès raconte : « J'ai vu, un matin, tout le gouvernement de la Défense nationale patauger dans la niaiserie et le mensonge sous l’œil clair de Blanqui. D'une voix grêle, avec des gestes tranquilles, il leur montrait le péril, il leur indiquait le remède, leur faisait un cours de stratégie politique et militaire. Et Garnier-Pagès, dans son faux-col, Ferry entre ses côtelettes, Pelletan, au fond de sa barbe, avaient l'air d'écoliers pris en flagrant délit d'ignardise ». L'union sacrée est donc rompue, les blanquistes conspuant les républicains modérés. Blanqui est injurié, traité de Prussien de façon absurde par les partisans des gouvernants. Trochu fait faire de nouvelles élections au 169e bataillon. On ne laisse pas à Blanqui le droit de s'expliquer. Il perd son poste d'officier lors de l'élection. Clemenceau, de même que Blanqui et Gambetta, refuse d'envisager la reddition : maire du XVIIIe arrondissement de Paris, il fait placarder des affiches déclarant que « le gouvernement ne saurait accepter sans trahison » un armistice. Les Parisiens, bourgeois comme ouvriers, refusent de conclure un armistice.
Le 31 octobre 1870, Flourens, journaliste, réclame la mise en place d'un comité provisoire pour remplacer le gouvernement de défense nationale, avant que soient organisées les élections. Dans ce comité, il souhaite siéger avec notamment Victor Hugo, Blanqui, Dorian (un industriel assez populaire), Henri Rochefort (journaliste de gauche opposant au Second empire, participant au gouvernement de défense nationale), Louis Blanc, Ledru-Rollin, Raspail (tous trois anciens candidats infructueux de la gauche aux élections présidentielles face à Louis-Napoléon). Ce sont des personnalités de gauche, hostiles à la reddition face à la Prusse. La foule parisienne acclame les noms des candidats présentés, dont Blanqui. Ce dernier se rend alors à l'Hôtel de ville, escomptant prendre une place au gouvernement. Il semble que Crisenoy, un conservateur commandant le 17e bataillon de carabiniers, ait cherché à faire arrêter Blanqui, mais qu'il y ait renoncé, craignant la réaction des gardes nationaux, auprès desquels Blanqui est populaire. Les gardes nationaux favorables au comité envahissent l'Hôtel de ville de Paris. Le comité en place se concilie avec les otages du gouvernement de la Défense nationale dont Favre pour procéder à des élections le 2 novembre. Mais tout le gouvernement de défense nationale n'étant pas présent (notamment son chef Trochu est absent), la décision prise par les otages et par le comité ne convainc pas Blanqui qui voudrait que tous les membres du gouvernement de Défense signent. Alors qu'il essaie d'obtenir les signatures, les forces de l'ordre de la garde mobile interviennent contre les gardes nationaux blanquistes. Le comité et le gouvernement de Défense nationale décident alors une solution pacifique, en quittant le bâtiment et en affichant la concorde. Blanqui n'est resté au gouvernement que dix heures, comme le souligne Decaux.
Le gouvernement de Défense nationale ne respecte pas ses engagements envers le comité provisoire. Il prend des mesures conservatrices, nomme à la tête de la garde national un réactionnaire ; Rochefort en démissionne alors, dépité. Par un plébiscite demandant aux Parisiens s'ils acceptent le maintien du gouvernement de la Défense nationale, ceux-ci acceptent (557 976 oui contre 68 638 non). Ils désavouent alors Blanqui, qui pressentait que voter oui conduisait à la capitulation. Thiers négocie alors les conditions de la capitulation avec Otto von Bismarck, chancelier prussien. Blanqui, dans son journal La Patrie en danger, continue d'écrire avec acharnement pour dénoncer les actes du gouvernement. Ainsi, le 11 novembre, il proteste : « Quand on songe que l'Hôtel de ville n'a jamais cru une minute au succès possible de la résistance, qu'il a fait deux mois de cette horrible guerre sans nul espoir, uniquement pour conserver l'autorité, pour rester au gouvernement ! Et quand on songe encore que cette certitude préconçue de la défaite en a été la seule cause, que des préparatifs sérieux, faits à temps, nous assuraient la victoire, et qu'on s'est croisé les bras, par conviction de leur inutilité, comment ne pas rester anéanti de douleur et de rage devant la patrie qui s'abîme par l'ineptie, l'égoïsme et la plate ambition de quelques hommes ? ». Il s'insurge du fait que l'on ait choisi Trochu pour organiser la défense de Paris. Mais Blanqui n'a pas les ressources suffisantes pour faire perdurer son journal, et bientôt, le 8 décembre, il est obligé d'abandonner ce journal : La Patrie en danger disparaît alors.
La disette est rude à Paris, où les citoyens sont conduits à manger les chevaux, les chats, les chiens, et même les rats. Dès le 5 janvier 1871, les Prussiens bombardent la rive gauche de la Seine. Mais les Parisiens sont tenaces : ils semblent résolus, pour la plupart, à ne pas se rendre, tandis que le gouvernement, lui, s'y résout. Le gouvernement, afin de convaincre la population que la reddition est inévitable, fait faire à l'armée une sortie désastreuse, la bataille de Buzenval du 19 janvier 1871 qui se solde par un échec. Les gardes nationaux de Paris délivrent les prisonniers politiques à Mazas le 21 janvier et veulent reprendre l'Hôtel de ville le 22 janvier. Blanqui cherche à dissuader les insurgés de tenter de prendre l'Hôtel de ville, croyant à l'échec, mais il se joint à eux, puisque ceux-ci sont résolus et qu'il veut participer à cette action révolutionnaire, même s'il pense qu'elle est vouée à l'échec. Il y a effectivement échec, la garde mobile réprime dans le sang l'action révolutionnaire. Jules Favre entend négocier avec Bismarck un armistice de 21 jours, ensuite de quoi une Assemblée nationale nouvellement élue décidera de la paix ou de la guerre. Gambetta, ministre de l'intérieur, est en désaccord avec Favre, voudrait poursuivre la guerre. Mais il démissionne du fait que les préfets pour beaucoup annoncent que les départements sont favorables à la capitulation. Le 8 février 1871, l'Assemblée nationale est élue ; Blanqui n'y est pas élu. Il accuse, dans un pamphlet intitulé Un dernier mot, le gouvernement (qualifié de dictature de l'Hôtel de ville) de « haute trahison et d'attentat contre l'existence même de la nation ».

### La Commune de Paris (18 mars-28 mai 1871)
Blanqui quitte Paris pour Bordeaux, et ensuite pour Loulié. Le 9 mars, il est condamné à mort par contumace. Adolphe Thiers, chef du gouvernement, conscient de l'influence de Blanqui sur le mouvement social parisien, le fait arrêter le 17 mars 1871 alors que, malade, il se repose chez un ami médecin à Bretenoux, dans le Lot. Il est conduit à l'hôpital de Figeac, et de là à Cahors. Il ne peut participer aux événements de la Commune de Paris, déclenchée le 18 mars, insurrection contre le gouvernement de Thiers et contre les envahisseurs prussiens à laquelle participent beaucoup de blanquistes. Il ne peut communiquer avec personne, semble-t-il, et même pas être mis au courant des événements se tramant. Le 18 mars, Thiers tente de s'emparer des canons sur la butte Montmartre, mais la population s'y oppose : ce sont ces événements qui aboutissent à la proclamation de la Commune de Paris, dont Blanqui est élu comme tête de liste dans de nombreux quartiers alors qu'il demeure détenu hors de Paris. Une majorité de « Communards » se reconnaissaient en Blanqui. Celui-ci aurait-il modifié le cours de l'histoire s'il avait été à Paris ? Karl Marx est convaincu que Blanqui était le chef qui a fait défaut à la Commune. Le communard Gustave Lefrançais regrette également son absence « bien que les XVIIIe et XXe arrondissements l’aient élu ». D'ailleurs, les élus de la Commune (sur 92 conseillers municipaux, 44 sont des néo-jacobins et des blanquistes) veulent, pour beaucoup, le retour de Blanqui. Benjamin Flotte, le vieil ami de Blanqui, dit à Georges Darboy, otage, qu'il souhaite que soit libéré Blanqui en échange de quoi les communards libéreront les otages (des religieux et un sénateur). L'abbé Lagarde est envoyé comme émissaire par Darboy auprès de Thiers, afin d'obtenir cette transaction. Thiers refuse de souscrire à cette proposition. Lagarde, malgré son engagement de revenir se constituer comme otage si l'échange échouait, ne revient pas à Paris. Darboy assurant que Flotte est un homme droit et qu'il doit pouvoir négocier l'échange, Flotte a une entrevue avec Thiers. Flotte dit à ce dernier qu'il ne veut pas se résoudre à tuer les 74 otages, mais qu'il faut délivrer Blanqui et que cessent les exactions des généraux versaillais envers les communards. Thiers persiste dans ces refus, ce qui a pour conséquence la mise à mort des otages. À l'abbé Deguerry qui lui dit « cet homme [Thiers] manque de cœur », Darboy réplique : « Mieux vaut dire que cet homme n'a pas de cœur ». Les otages sont donc tués. Et le 21 mai débute la Semaine sanglante, la répression sanglante des communards par les Versaillais. Le 22 mai, Blanqui sort de sa prison pour être transféré à Morlaix le 24 mai, dans les geôles du château du Taureau, où ses conditions de vie sont déplorables (surveillance permanente, solitude, bruits incessants, etc.). Il s'y intéresse à l'astronomie (écrivant L'Éternité par les astres), réfléchissant à l'immensité de l'univers, pensant que quelque part, il y a sans doute une population possédant les caractéristiques du genre humain.

### L'Après Commune
Ramené à Paris, il est jugé le 15 février 1872, et condamné (pour ses agissements du 31 octobre 1870) avec d'autres communards, à la déportation, peine commuée en détention perpétuelle, eu égard à son état de santé. Malgré le fait que Dorian soit venu pour soutenir l'idée que le gouvernement de défense nationale s'était engagé à ne pas condamner les personnes ayant participé aux événements du 31 octobre, Blanqui est condamné. Pour se défendre, Blanqui a dit au juge : « Je représente ici la République, traînée à la barre de votre tribunal par la monarchie. M. le commissaire du gouvernement a condamné la Révolution de 1789, celle de 1830, celle de 1848 et celle du 4 septembre [1870] : c'est au nom des idées monarchiques, du droit ancien en opposition au droit nouveau, comme il dit, que je suis jugé et que, sous la république, je vais être condamné ».

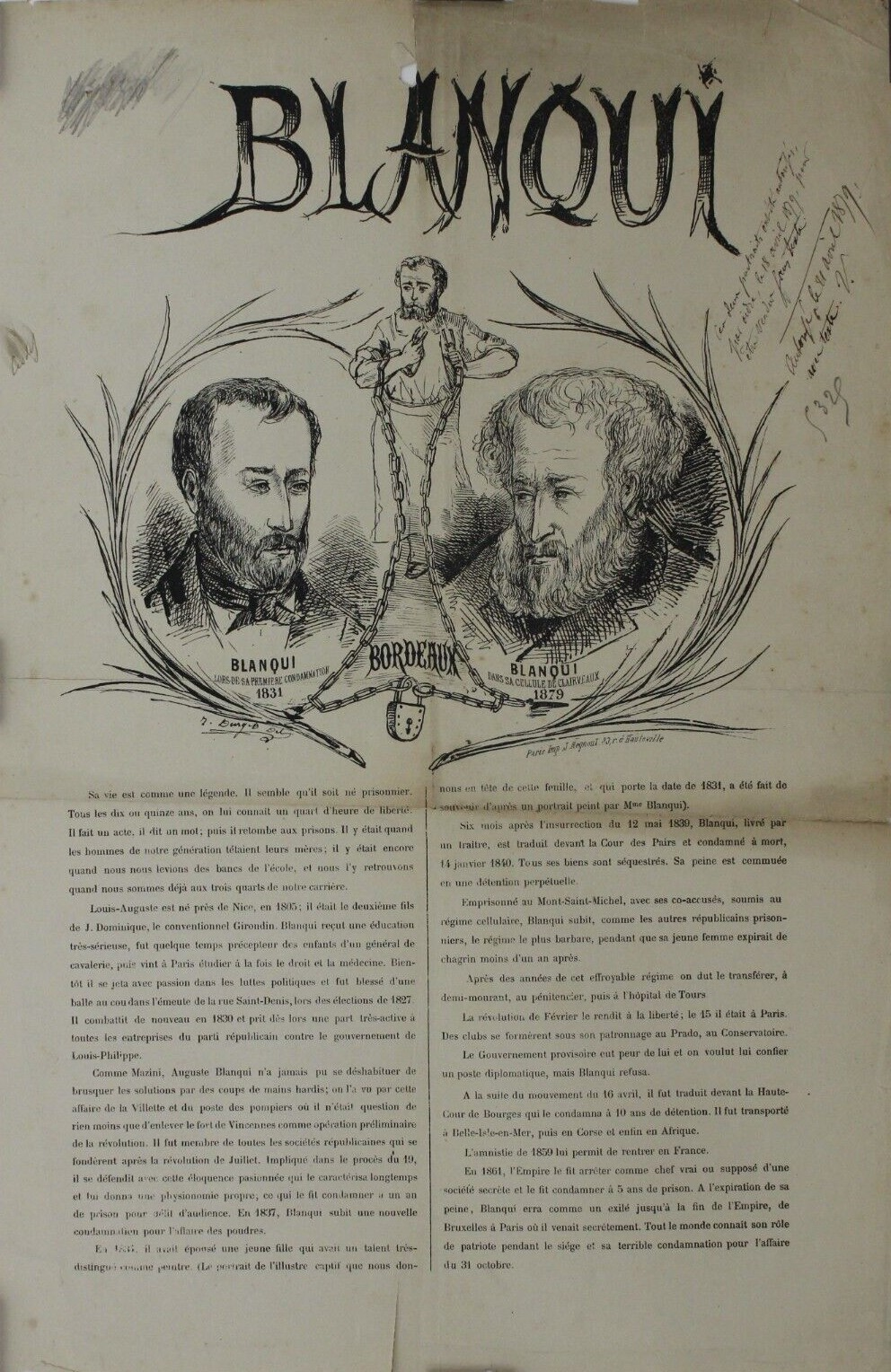
Affiche réclamant la libération de Blanqui, 1879.

Il est interné à Clairvaux. Il est terriblement malade (œdème du cœur) en 1877 mais, malgré les pronostics médicaux, il parvient à survivre quelques mois. De plus en plus de voix (notamment le journal L'Égalité) s'élèvent contre son incarcération, se joignant à celle de Mme Antoine, une de ses sœurs, qui dit : « il est encore séquestré aujourd'hui dans les prisons de la république après avoir consacré sa vie à la fonder et à la défendre ». Il acquiert une certaine popularité. Clemenceau, le 21 février 1879, intervient à l'assemblée pour que l'amnistie soit étendue à lui, disant de Blanqui qu'il est un « ferme républicain ». Blanqui lui en sait gré.
Dans toute la France, à chaque élection, les amis de Blanqui déposent sa candidature pour sensibiliser l'opinion en sa faveur. Après quelques échecs — à Lyon, à Marseille, au VIe arrondissement de Paris, à Roanne — il parvient à se faire élire le 20 avril 1879 député de Bordeaux grâce aux girondins Ernest Roche et Antoine Jourde qui mènent campagne pour lui contre André Lavertujon, directeur du journal La Gironde,. (Garibaldi appelle à voter pour lui, le disant « martyr héroïque de la liberté humaine »). On se pose la question de son éligibilité ; à gauche, Louis Blanc et Clemenceau soutiennent la thèse de la validité de l'élection et de la nécessité de libération de Blanqui. Mais son élection est invalidée par l'Assemblée nationale le 1er juin par 354 contre 33.
Blanqui est tout de même libéré le 10, gracié par un décret présidentiel de Jules Grévy ; gracié mais non amnistié, donc encore inéligible. Il est heureux de retrouver ses sœurs, Mmes Barellier et Antoine, et son ami Clemenceau. Lafargue, le gendre de Marx, le félicite de sa libération et l'invite à Londres; Blanqui préfère se consacrer à une nouvelle élection à Bordeaux et n'ira pas à Londres. Lafargue, Marx et Pierre Denis admirent Blanqui, voyant en lui le concepteur de l'idée de lutte des classes. Il semble que ce ne soit pas réciproque : Blanqui affiche une sévère réprobation quand un journaliste, Gabriel Deville, développe devant lui ses idées marxistes.

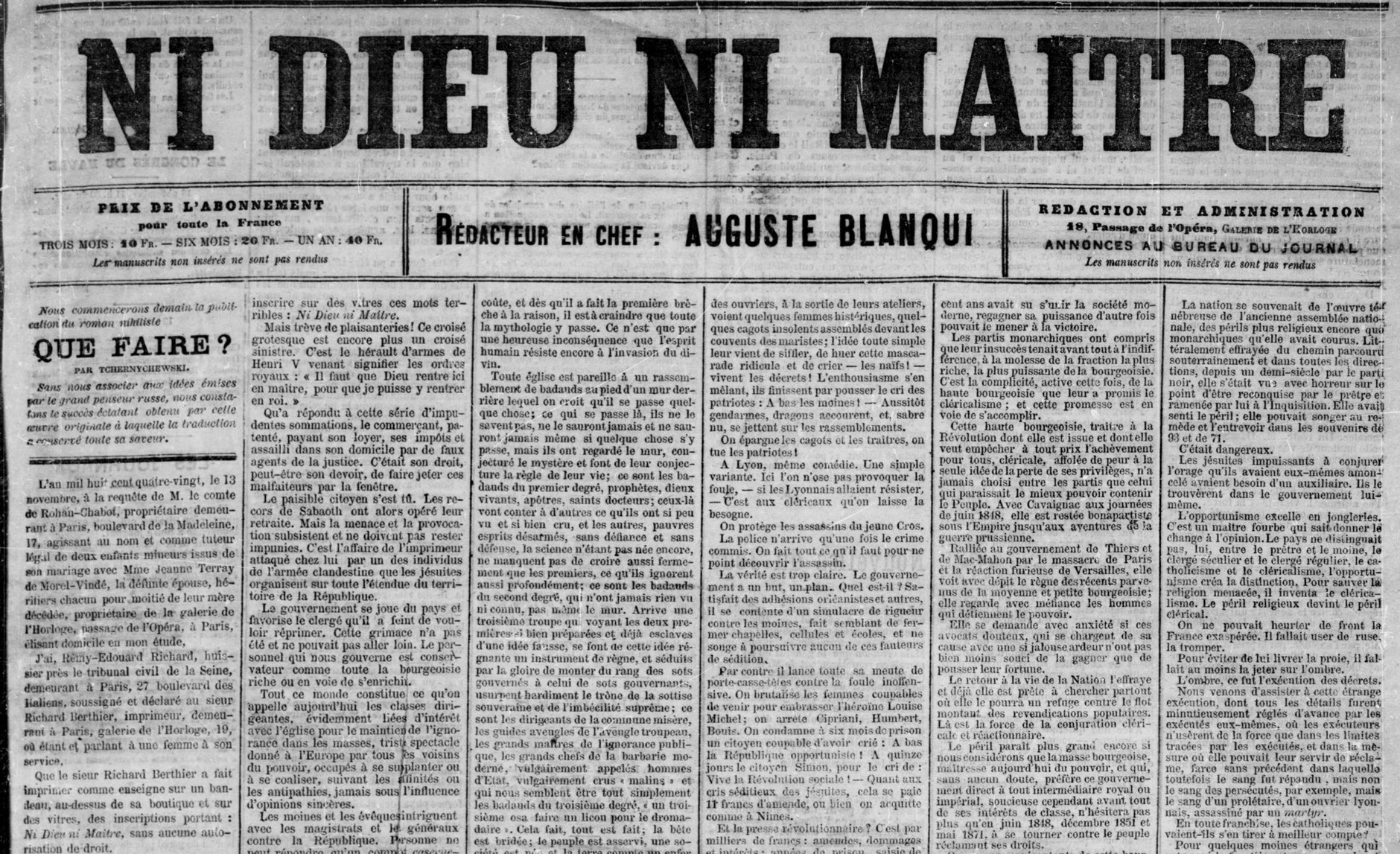
Une du journal Ni Dieu ni Maître, 20 novembre 1880.

Blanqui échoue à l'élection, battu par le candidat républicain Antoine Achard, sans doute du fait des attaques virulentes contre lui, reprenant les accusations du document Taschereau. Il se consacre alors à la lutte pour l'amnistie de ses camarades communards. Il parcourt la France et diffuse ses idées dans son journal Ni Dieu ni maître. Choqué de ce que ce soient des républicains qui soient déportés et emprisonnés et que les monarchistes et les bonapartistes, eux, vivent sans être inquiétés, il rassemble des foules, notamment à Lyon, pour prendre fait et cause pour l'amnistie. Il rencontre Garibaldi et Rochefort. Juste après la mort de sa sœur, Mme Barellier, dont il est inconsolable, il essuie un échec au deuxième tour des législatives à Lyon, ses adversaires s'étant encore une fois coalisés contre lui et s'étant servi du document Taschereau. Mais sa campagne ayant été bien menée (il avait réussi à être premier au premier tour), il contribue de façon conséquente à ce que soit prise la loi du 11 juillet 1880 d'amnistie des communards.
Après la mort de Mme Barellier, il est allé habiter chez Ernest Granger, un disciple. Le 27 décembre, alors qu'il discute avec Granger, Blanqui a une congestion cérébrale ; il a un malaise, tombe. Ses amis, notamment Clemenceau et Vaillant, viennent à son chevet. Il meurt le soir du 1er janvier 1881 au 25 boulevard d'Italie (devenu en 1905 boulevard Auguste-Blanqui). Ses obsèques sont suivies par cent mille personnes. Il est inhumé au cimetière du Père-Lachaise, à Paris. Son disciple, Eudes, et Louise Michel lui rendent hommage.

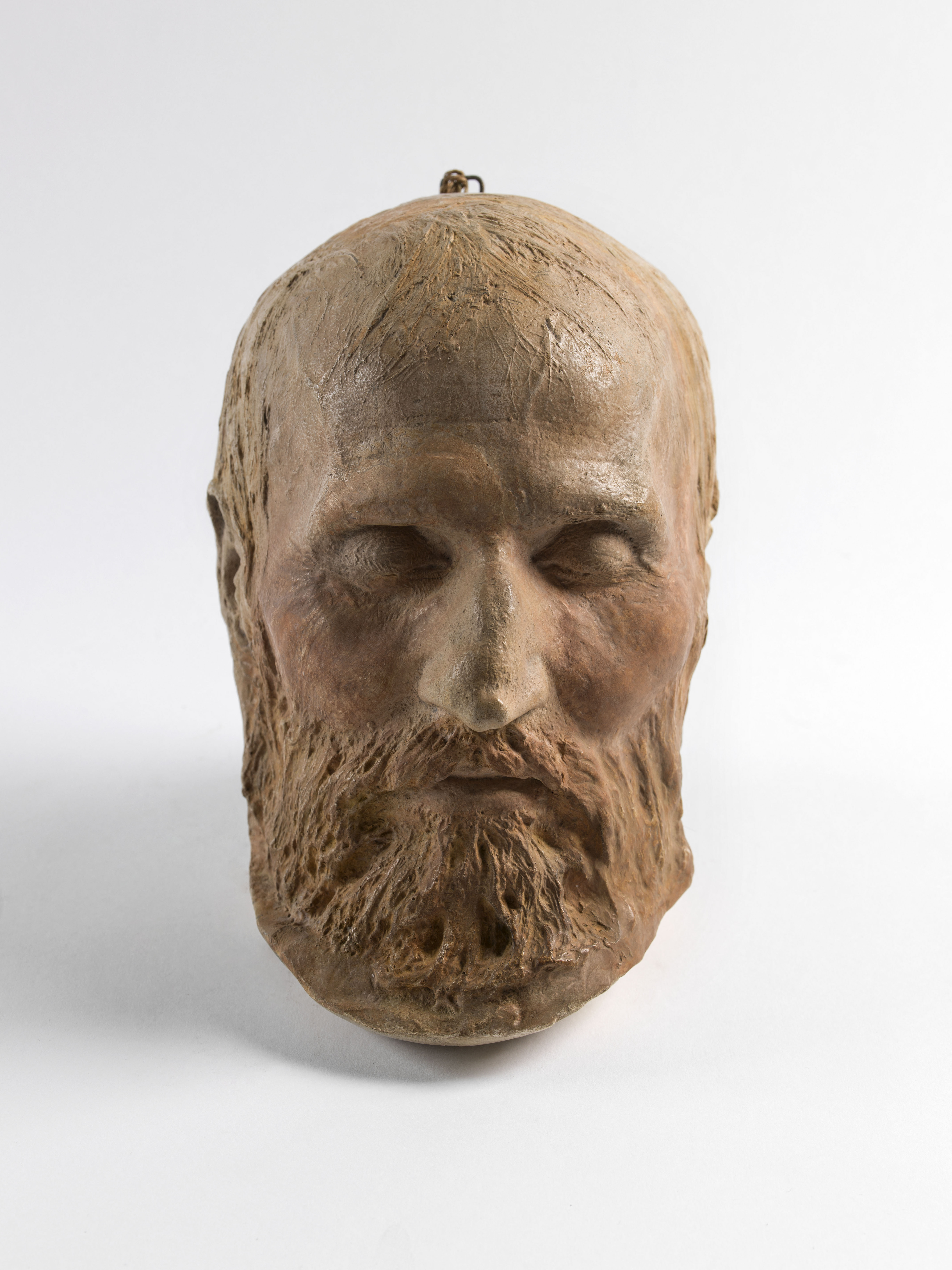
Masque mortuaire d'Auguste Blanqui, Paris, musée Carnavalet.
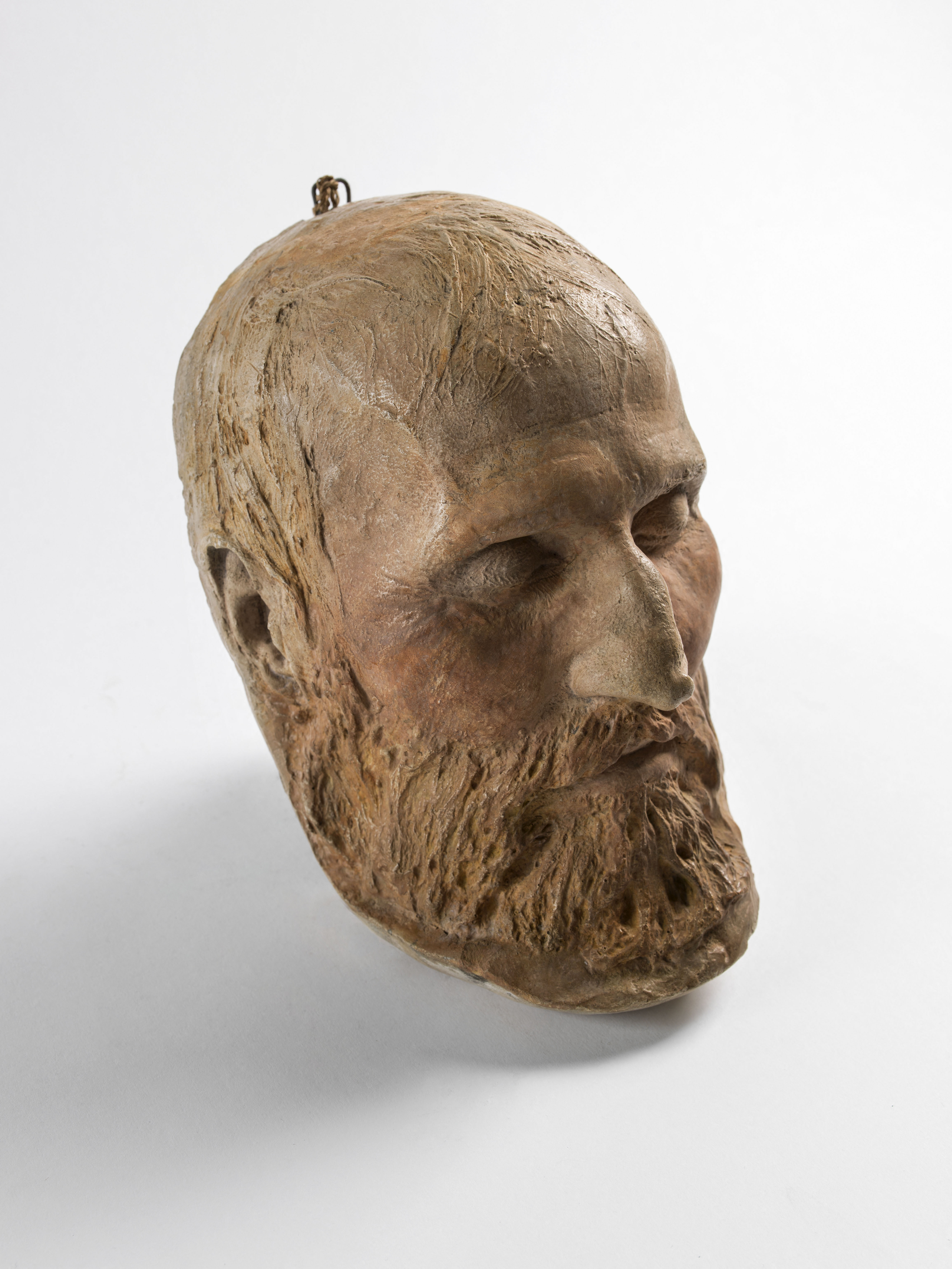
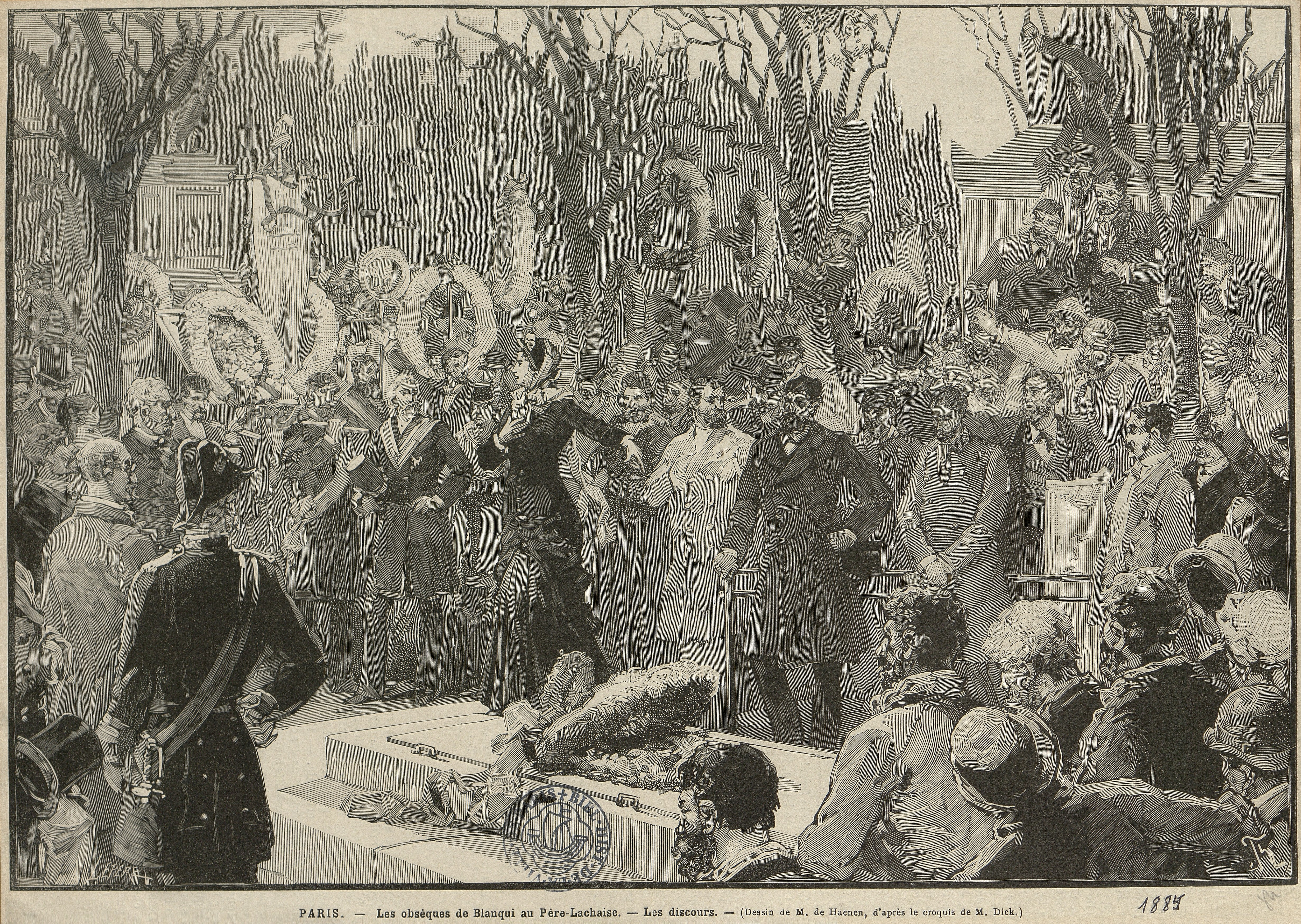
Obsèques de Blanqui au cimetière du Père-Lachaise.
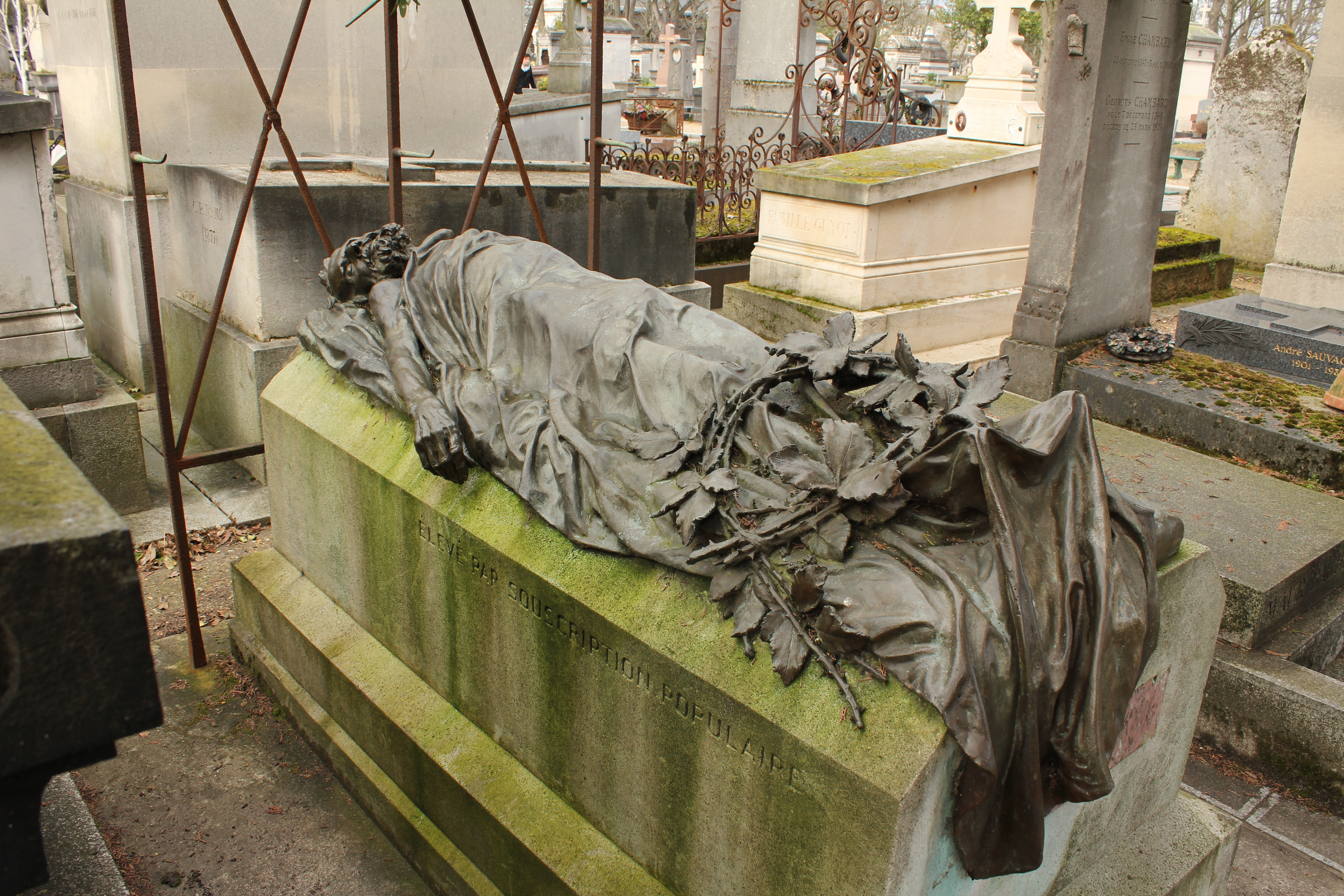
Jules Dalou, Gisant d'Auguste Blanqui sur sa tombe (1885), cimetière du Père-Lachaise (91e division).

## Positions politiques

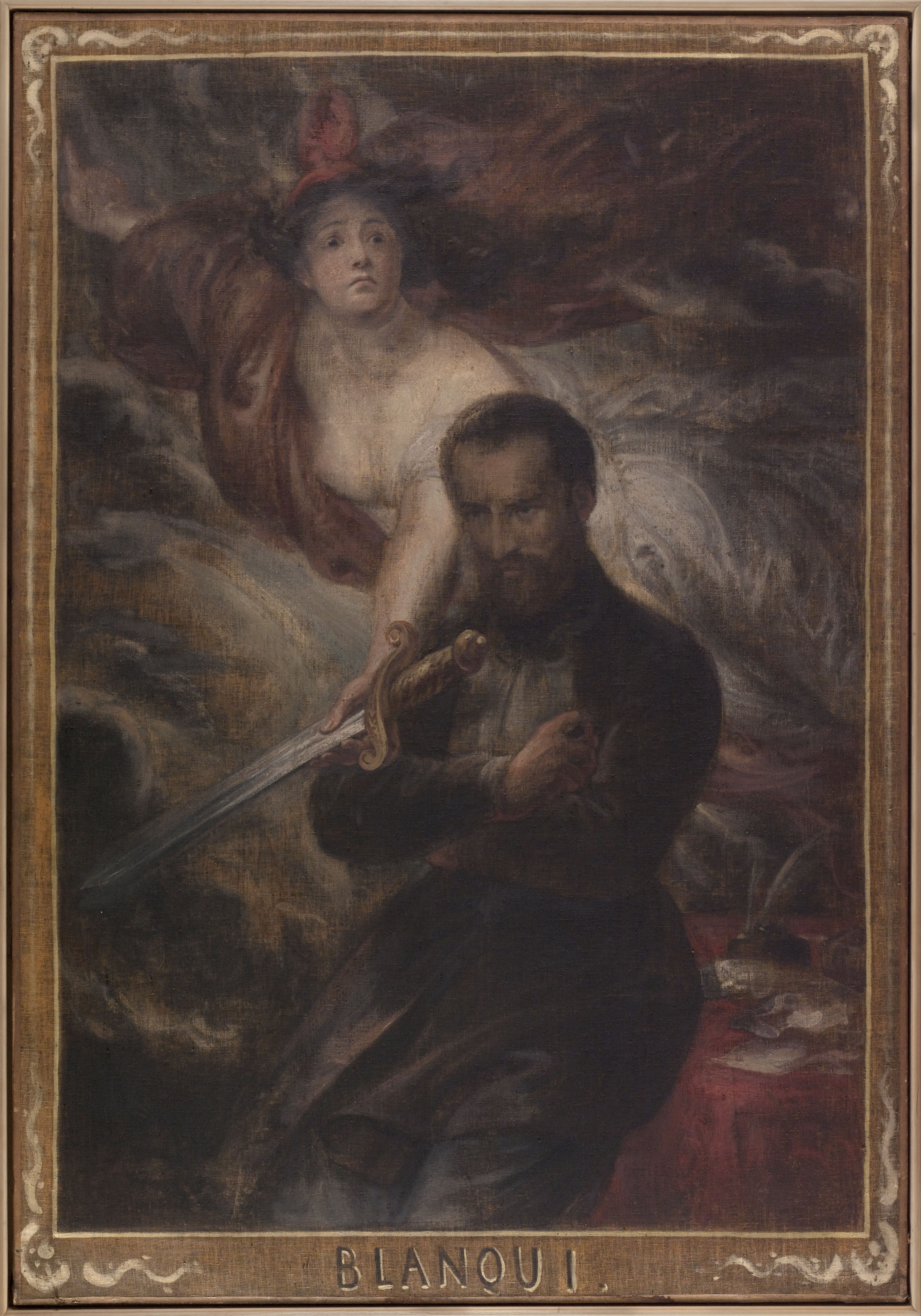
Auguste Blanqui, huile sur toile d'Antoine Wiertz, Petit Palais.

Suivant le courant socialiste de l'époque, Blanqui est favorable à la redistribution des richesses et à la collectivisation des moyens de production, comme il l'indique dans son texte Qui fait la soupe doit la manger (1834). Néanmoins, le blanquisme se singularise à plusieurs égards des autres courants socialistes de son temps. On ne peut, par exemple, l'assimiler au marxisme : d'une part, contrairement à Karl Marx, Blanqui ne croit pas au rôle prépondérant de la classe ouvrière, ni aux mouvements des masses. Il pense, au contraire, que la révolution doit être le fait d'un petit nombre de personnes, établissant par la force une dictature temporaire. Cette période de tyrannie transitoire doit permettre de jeter les bases d'un nouvel ordre, puis remettre le pouvoir au peuple. D'autre part, Blanqui se soucie davantage de la révolution que du devenir de la société après elle : si sa pensée se fonde sur des principes socialistes précis, elle ne va que rarement jusqu'à imaginer une société purement et réellement socialiste. Il diffère en cela des utopistes. Pour les blanquistes, le renversement d'un ordre vu comme « bourgeois » et la révolution sont des fins qui se suffisent à elles-mêmes, du moins dans un premier temps. Il fut donc l'un des socialistes non marxistes et non utopistes de son temps. Il se montre, déjà jeune, favorable à l'avènement de la République, parce qu'il croit qu'elle sera prompte à voir l'avènement du socialisme.
Dans son journal, Le Libérateur, fondé en 1834, dont la devise est « Unité, égalité, fraternité », il écrit dans le 1er numéro du 2 février 1834 : "Si, en effet, nous nous disons républicains, c'est que nous espérons de la république une refonte sociale que la France réclame impérieusement et qui est dans ses destinées. Si la république devait tromper cette espérance, nous cesserions d'être républicains, car à nos yeux une forme de gouvernement n'est point un but, mais un moyen et nous ne désirons une réforme politique que comme acheminement à une réforme sociale". Il faut signaler que, plus tard, il montrera l'idée d'une sorte de dictature du prolétariat ; dans la société des saisons dont il est le fondateur, il est dit durant le serment d'intronisation : "L'état social étant gangrené, pour passer à un état sain, il faut des remèdes héroïques ; le peuple aura besoin pendant quelque temps d'un pouvoir révolutionnaire".

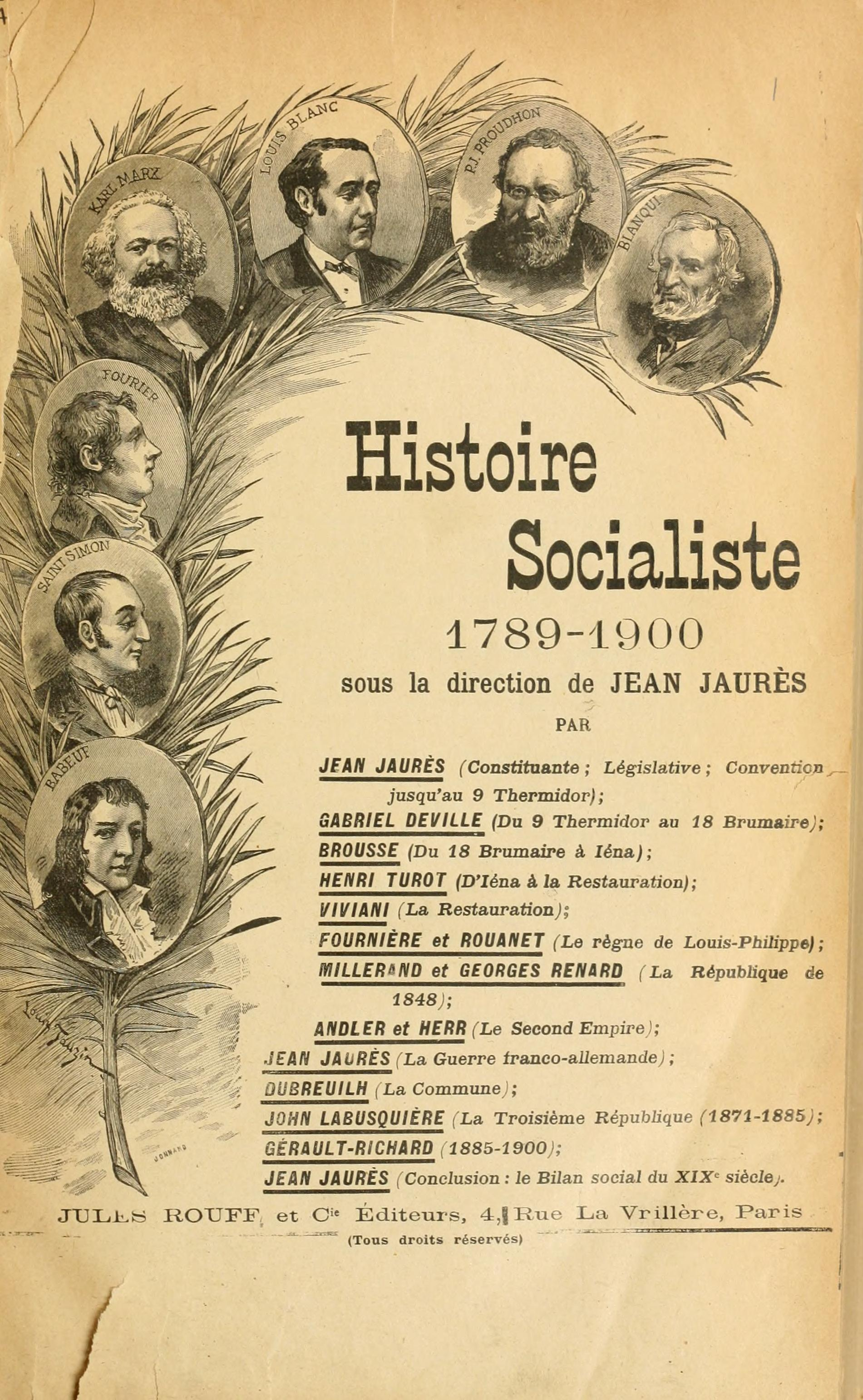
Frontispice de l’Histoire socialiste de Jean Jaurès. Les portraits en médaillon figurent Gracchus Babeuf, Claude-Henri de Rouvroy de Saint-Simon, Charles Fourier, Karl Marx, Louis Blanc, Pierre-Joseph Proudhon et Auguste Blanqui.

Il faut préciser que Blanqui s'inscrit dans la filiation de la pensée de Hébert ; il rejette les idées de Robespierre, sans doute trop imprégnées de religion selon lui (d'ailleurs Blanqui a été le fondateur du journal Ni Dieu ni maître). Alain Decaux considère que le comportement de Blanqui est comparable à celui de Robespierre : il y oppose le comportement de Barbès, plus similaire à celui d'un Danton. Blanqui est marqué par l'« austérité » et la « rigidité ». Blanqui et Barbès se sont opposés l'un à l'autre du fait de l'affaire Taschereau, après avoir été alliés. Ils ont notamment cherché à prendre l'Hôtel de ville de Paris ensemble en 1839. Barbès et Blanqui sont des révolutionnaires « antinomiques » : « Blanqui veut une république sociale, la république de Barbès est plus tiède ». Alain Decaux trouve que l'accusation de violence extrême faite à Blanqui est exagérée ; il trouve Hugo sévère et injuste quand celui-ci compare Blanqui à Marat. Selon lui, Blanqui accepte les débats, n'est pas un guillotineur, ne demande par exemple pas -ainsi que Hugo l'en accuse- que l'on fasse tomber la tête de Lamartine. Il est bien plus pacifique que ce que l'on a pu prétendre.
Il se montre cependant intransigeant. Il ne veut pas de réformes progressives marquées par les concessions. Il a une formule : « on doit épouser sans dot ». Il ne veut alors pas rallier la gauche plus modérée de Ledru-Rollin ou du socialiste Louis Blanc. Il est fermement révolutionnaire, écrivant à certains de ses partisans alors qu'il est emprisonné en 1851 : « Qui a du fer a du pain… La France hérissée de travailleurs en armes, voilà l'avènement du socialisme. En présence des prolétaires armés, obstacles, résistances, impossibilités, tout disparaîtra. Mais pour les prolétaires qui se laissent amuser par des promenades ridicules dans les rues, par des plantations d'arbres de la liberté, par des phrases sonores d'avocats, il y aura de l'eau bénite d'abord, des injures ensuite, enfin de la mitraille, enfin de la mitraille, de la misère toujours. Que le peuple choisisse ! ».
Blanqui semble ne pas avoir de sympathie pour la Première Internationale. Blanqui, de plus, semble honnir Proudhon qui est assez populaire parmi les membres de l'Internationale. On ne peut sans doute pas rattacher Blanqui à un des grands courants de pensée socialiste de son époque. Il ne témoigne pas d'une grande admiration pour Marx, à part pour sa Misère de la philosophie, ouvrage de critique envers Proudhon. D'après Decaux, « Blanqui ne tolère aucune alliance » : une tentative d'alliance avec des partisans de Bakounine est par exemple ratée. L'historien Michel Winock le classe comme l'une des figures de l'ultragauche française, courant de pensée qui s'opposerait aux élections démocratiques, les considérant comme « manipulées par le pouvoir bourgeois », et qui aspire à l'« égalité sociale véritable ».

## Œuvre
Blanqui s'apparente au socialisme dit « métaphysique ». Dans son ouvrage L'Éternité par les astres (1872), élaboré, il est vrai, sur la fin de sa vie, alors qu’il subit une fois de plus la prison, il expose que la combinaison d'atomes dont nous résultons se reproduit un nombre infini de fois (dans l'infinité de l'espace et du temps), de sorte que chacun de nous a une infinité de sosies. Toutefois, les derniers écrits de Blanqui sont minimes en comparaison de ce qu'il fut avant tout : un stratège de l’insurrection n’hésitant pas à payer de sa personne.
Dans son recueil de textes intitulé La critique sociale, paru en 1886, Blanqui expose trois thèses :
1. la société civile dépend entièrement du mécanisme des échanges ;
2. l'histoire se développe tout entière autour du combat économique destiné à accroître la richesse ;
3. la société humaine évolue vers le communisme et sa marche est accélérée par les abus du capitalisme.

### Principales publications
- Défense du citoyen Louis-Auguste Blanqui devant la cour d’assises, 1832.
- Instructions pour une prise d'armes, 1866[52].
- La Patrie en danger, 1871.
- L'Éternité par les astres, 1872.
- Critique sociale. Capital et travail, t. I, Paris, F. Alcan, 1885, 310 p. (lire en ligne sur Gallica)
- Critique sociale. Fragments et notes, t. II, Paris, F. Alcan, 1885, 396 p. (lire en ligne sur Gallica)

## Anthologies
- Instructions pour une prise d'armes. L'éternité par les astres et autres textes établis et préfacés par Miguel Abensour et Valentin Pelosse, Paris, Éditions de la tête de feuilles, 1973 ;
- Écrits sur la Révolution, Œuvres complètes I, textes politiques et lettres de prison, présenté et annoté par A. Münster, éd. Galilée, 1977. Les textes publiés s'arrêtent à l'année 1853. Le tome II, annoncé, n'a pas été publié ;
- Œuvres I. Des origines à la Révolution de 1848, textes rassemblés et présentés par Dominique Le Nuz, Presses Universitaires de Nancy, 763 p., 1993 ;
- Maintenant, il faut des armes, textes choisis et présentés par Dominique Le Nuz, Éditions La Fabrique, 432 p., 2007 texte en ligne ;
- Ni Dieu ni Maître, Éditions Aden, 2009,  (ISBN 9782930402772), présentation éditeur ;
- Feyel Gilles et Lelu Jean Paul, Auguste Blanqui et sa famille. Correspondance (1807-1918), Chartres, Société archéologique d'Eure-et-Loir, 2009, 536 p. (ISBN 2-905866-56-X, présentation en ligne).

## Hommages
En 1897, Gustave Geffroy publie une biographie d'Auguste Blanqui sous le titre : L'Enfermé.
Un hommage à Blanqui a été fait par Aristide Maillol, sur la demande de Georges Clemenceau. Trois statues ont été réalisées, sous le nom de « L'Action enchaînée ». L'une de ces statues a été installée sur le front de mer de Banyuls-sur-Mer. Une autre se trouve à Puget-Théniers.
Michel Onfray signe une lettre ouverte en hommage à Blanqui sous le titre Quarante-trois camélias pour Blanqui dans son ouvrage Politique du rebelle, traité de résistance et d'insoumission (1997).
Un timbre à son effigie a été émis par l'administration postale française en 1948 dans le cadre d'une série de huit timbres célébrant le centenaire de la Révolution de 1848.
Un boulevard à Paris et une rue à Marseille portent son nom.

### Notices biographiques
- Bernard Noël, Dictionnaire de la Commune, Coaraze, L'Amourier éditions, coll. « Bio », avril 2021 (1re éd. 1971), 799 p. (ISBN 978-2-36418-060-4, ISSN 2259-6976, présentation en ligne), p. 102-105
- « Notice Blanqui Auguste [Blanqui Louis-Auguste, dit Auguste] (appelé aussi parfois Blanqui jeune) », sur maitron.fr, Le Maitron, dictionnaire bibliographique du mouvement ouvrier et du mouvement social, Association Les Amis du Maitron (consulté le 17 août 2021)
  - « Notice BlanquiI Auguste. [dictionnaire belge] », sur maitron.fr, Le Maitron, Association Les Amis du Maitron (consulté le 17 août 2021)
- Assemblée nationale : biographie.
- René Bianco : 100 ans de presse anarchiste : notice bibliographique.